# Conférence de la Guadeloupe

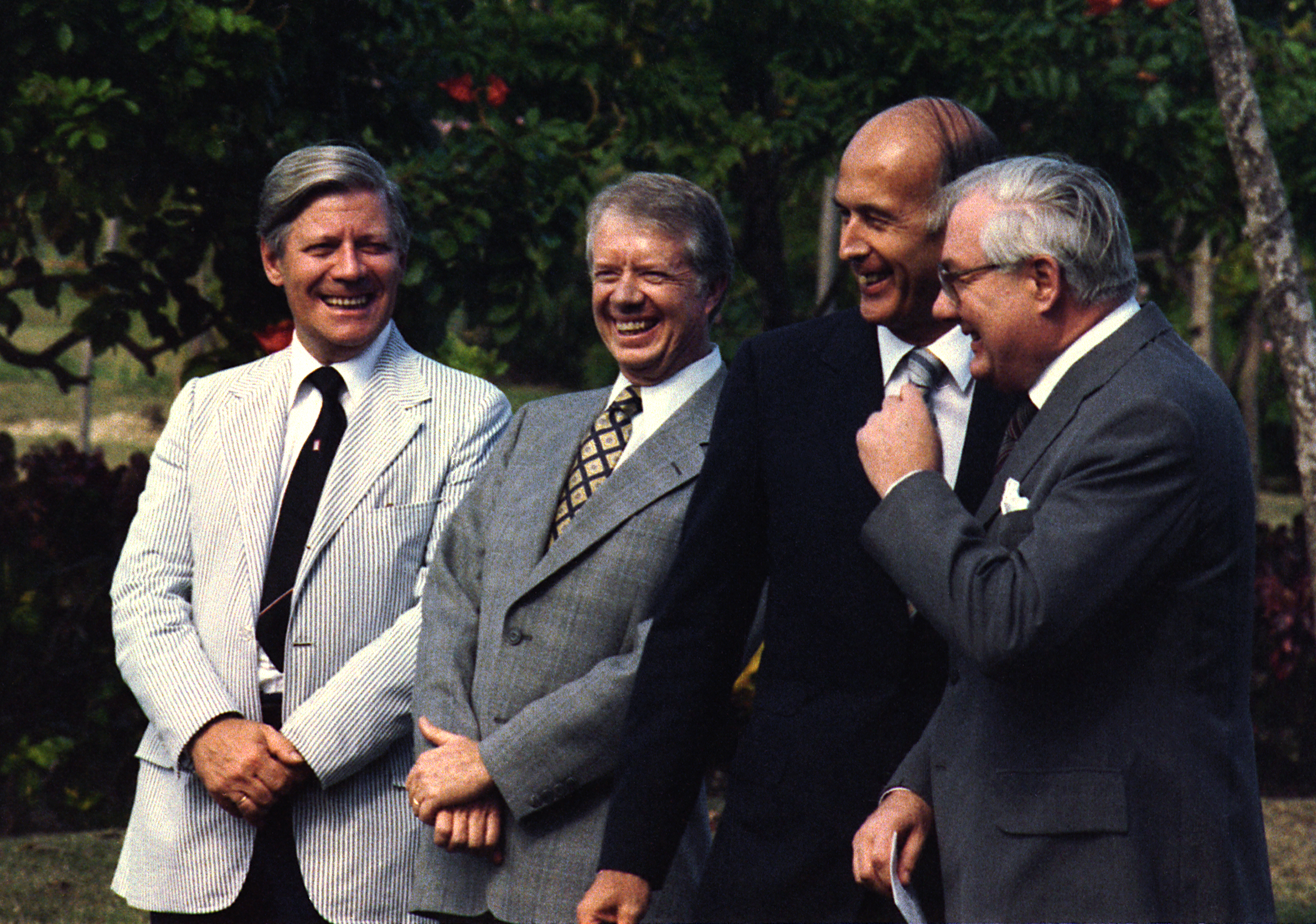
Helmut Schmidt, Jimmy Carter, Valéry Giscard d'Estaing et James Callaghan en Guadeloupe

La conférence de la Guadeloupe, aussi appelée réunion de la Guadeloupe ou sommet de la Guadeloupe, est une réunion informelle des quatre dirigeants des quatre puissances occidentales : États-Unis, Royaume-Uni, France et Allemagne de l'Ouest, qui s'est tenue du 4 au 7 janvier 1979 en Guadeloupe. Les discussions portèrent sur divers problèmes mondiaux, notamment le Moyen-Orient et la crise politique iranienne (qui déboucha un mois plus tard sur la révolution islamique en Iran). 
Elle fut organisée conjointement par le président français, Valéry Giscard d'Estaing, accueillant le président américain, Jimmy Carter, le chancelier ouest-allemand, Helmut Schmidt, et le Premier ministre britannique, James Callaghan,.

## Initiative de la rencontre et choix du lieu

Rencontres informelles et déjeuners ont lieu avec les épouses des chefs d'État à l'habitation le Maud'Huy (photo du 5 janvier).

Selon Helmut Schmidt, le président Carter avait proposé une réunion à Washington pour discuter principalement du problème de l'installation des SS 20 soviétiques, sujet de désaccord entre l'administration Carter et les gouvernements français et allemand. Le président français fit alors une contre-invitation pour que cette réunion se tienne à la Guadeloupe.  
La rencontre se déroule principalement dans un hôtel de luxe en bord de mer, Le Hamak à Saint-François, sur la Grande-Terre. Selon Jean-Pierre Coffe, il serait à l'origine du choix du Hamak, alors tout nouvel hôtel et dont il était le chef-cuisinier, au détriment de l'hôtel Méridien de l'île. Les déjeuners se tiennent de manière plus informelle à l'habitation le Maud'Huy, une luxueuse maison créole (propriété d'Amédée Huygues Despointes) située également à Saint-François.

## Discussions
Les discussions portèrent sur la crise politique en Iran, la situation au Cambodge, la violence en Afrique du Sud, l'influence croissante de l'Union soviétique dans le golfe Persique, le coup d'État en Afghanistan et la situation en Turquie. L’une des principales questions abordées fut la crise politique en Iran qui avait conduit à un soulèvement contre la dynastie des Pahlavi. Les quatre dirigeants conclurent qu'il n'y avait aucun moyen de sauver la position de Mohammad Reza Pahlavi comme Shah d'Iran et que, s'il restait à la tête du pays, cela pourrait aggraver la guerre civile et entraîner une intervention de l'Union soviétique,,,,,.

## Conséquences
Lors de la conférence de la Guadeloupe, les dirigeants suggérèrent au Shah de quitter l'Iran le plus tôt possible. Après la réunion, les manifestations nationales et l'opposition à la dynastie des Pahlavi s'intensifièrent. À la fin de la conférence, le régime du shah s’effondra et il quitta l’Iran pour l’exil le 16 janvier 1979, devenant ainsi le dernier monarque de la dynastie des Pahlavi,effectivement au pouvoir.